# Руселаре
Руселаре (хол. Roeselare) је општина у Белгији у региону Фландрија у покрајини Западна Фландрија. Према процени из 2007. у општини је живело 56.268 становника.

## Становништво
Према процени, у општини је 1. јануара 2015. живело 60.386 становника.
| 1984.  | 2000.  | 2010. | 2015. |
| ------ | ------ | ----- | ----- |
| 51.712 | 54.199 | 57432 | 60386 |